# Magnetischer Winkelfixierer
Ein Magnetischer Winkelfixierer oder Schweißwinkel dient zum Fixieren von zwei Metallteilen im rechten Winkel, um sie zum Beispiel zusammenzuschweißen. 
Ein starrer Winkelfixierer kann für verschiedene fixe Winkel verwendet werden, beispielsweise 45 Grad und 90 Grad. Es gibt auch verstellbare Typen für beliebige Winkel in einem bestimmten Bereich. Es gibt Formen mit glatten Schenkeln, etwa für Bleche, und es gibt eingekerbte Sonderformen zum Fixieren von Rundprofilen und Formrohren.